# Discodon maerkeli
Discodon maerkeli is een keversoort uit de familie soldaatjes (Cantharidae). De wetenschappelijke naam van de soort werd in 1865 gepubliceerd door Theodor Franz Wilhelm Kirsch.